# Азовка

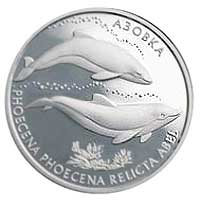
Монета НБУ номіналом 2 гривні із зображенням азовки (2004)

Азо́вка, пихтун, морська свиня, чушка, мутур (Phocoena phocoena relicta) — один з підвидів виду фоцена звичайна (Phocoena phocoena) родини фоценові (Phocoenidae Gray, 1825), єдиний представник китоподібних в Азовському морі. В Україні китоподібних можна зустріти у Чорному, і в Азовському морях — це види дельфінів афаліна звичайна (Tursiops truncatus), білобочка (Delphinus delphis), а також азовка (Phocoena phocoena relicta). Всі вони занесені до Червоної книги України.
Цей підвид поширений в Азовському, Чорному, Мармуровому і Егейському морях. Єдиний представник роду й родини у фауні України. Вузькоареальний реліктовий підвид. Цього дельфіна часто називають «морською свинею» через товстий, до чотирьох сантиметрів, шар підшкірного жиру і галасливе дихання, подібне до «хрюкання».

## Будова
Довжина дорослих тварин досягає, як правило, лише 1,2—1,6 метра при вазі близько 25-60 кг. Це одне з найдрібніших сучасних китоподібних у світовому океані.
Самки трохи більші за самців, що, до речі, невластиве більшості зубатих китів. Від інших чорноморських китоподібних морська свиня легко відрізняється короткою головою із закругленою притупленою мордою. Спинна сторона тіла темно-сіра, іноді майже чорна, черевна — світла.

## Поширення
Чорне, Азовське, Мармурове моря. Заходить до Егейського моря, а також у затоку Сиваш і ріки Дунай, Південний Буг, Дніпро, Чорну, Дон, Ріоні.

## Місця перебування
В основному акваторії глибиною до 100 метрів, а також пелагічні води відкритого моря.

## Чисельність та причини її зміни
Причинами зміни чисельності є промисел дельфінів (до 1966 — в Україні, до 1983 — у Туреччині), випадкова загибель у рибальських сітках, зменшення кормових ресурсів, нагромадження полютантів, епізоотії, екстремальні гідрометеорологічні умови, забруднення води пестицидами та солями важких металів, масові замори під кригою під час холодних зим в Азовському морі і Керченській протоці.

## Особливості біології
Живиться придонною (бички) та пелагічною (атерина, хамса) рибою. Азовки годуються також креветками та іншими безхребетними організмами, поглинаючи їх біля дна подібно до пилососа. Денний раціон дорослої особини становить близько 3—5 кг. За їжею морські свині можуть пірнати на глибину 50—75 м, максимально затримуючись під водою до 6 хвилин і розвиваючи граничну швидкість до 22 км на годину. На відміну від інших чорноморських дельфінів, азовки, в природних умовах з води не вистрибують. Над поверхнею моря вони з'являються лише невеликою частиною голови і спини, як би перекочуючись без бризок і сплесків. Статевої зрілості досягає у 3 — 4 роки. Вагітність триває 9 — 10 місяців. Малята народжуються влітку. Довжина новонародженого 55—86 см при вазі 3—8 кг. Вони близько 4 місяців живляться молоком матері. Жирність молока досягає 46 %. Тривалість життя морських свиней в природних умовах до 23, в середньому 7—10 років.
Найважливішою особливістю дельфінів є ехолокація. На голові дельфінів розташована акустична лінза, яка фокусує звук, за допомогою якого дельфін майже «обмацують» кожний предмет та можуть уявляти собі як він виглядає на відстані майже 2-3 км. Вчені вважають, що кожний дельфін має «акустичний паспорт» завдяки якому кожний з дельфінів має повну  інформацію про будь–якого дельфіна у морі. Наш світ дельфіни сприймають більш багатовимірним та «звукозабарвленим» ніж люди.

## Заходи охорони
Охороняється Боннською (Додаток II) та Бернською (Додаток II) конвенціями, угодою ACCOBAMS. Внесена до Червоної книги України (1994, 2009) (статус — зникаючий). Промисел заборонено. Для збереження підвиду необхідно об'єднати зусилля причорноморських країн, укласти, зокрема, міжнародну угоду про повсюдну і повну заборону добування дельфінів; створити систему контролю за станом популяції, надати заповідний статус місцям нагулу та зимівлі, організувати реабілітаційні центри. В умовах неволі не розмножується, живе не більше 2 місяців, що пов'язане зі схильністю азовок до стресів, а також у зв'язку з швидким обміном речовин.

## Негативний вплив на підвид чорноморського дельфіна воєнно-морської діяльності країни-агресора
Навесні 2022 року, з початком російського вторгнення в Україну, на узбережжі Чорного моря у різних місцях з'являються мертві дельфіни, проте оцінити весь масштаб трагедії дуже складно, оскільки через військові дії екологи не можуть досліджувати все узбережжя. Про це повідомив доктор біологічних наук, професор, науковий журналіст та один з керівників Національного природного парку «Тузлівські лимани» еколог Іван Русєв. «Вже 64 добу варвари нищать нашу землю. Божевільні мутанти і загарбники не вміють цінувати ані природу, ані культуру, ані вільних людей і безжалісно вбивають цивільне населення. І ось, на узбережжі Чорного моря протягом війни в різних місцях з'являються мертві дельфіни. Якщо раніше таке явище ми пов'язували зі злісним і масштабним браконьєрством на камбалу калкана і осетрових риб у морі, то зараз браконьєрство в морі майже відсутне і імовірно у загибелі дельфінів інша причина. Оглядом загиблих тварин було встановлено, що на загиблих дельфінах немає слідів сіток, або відрізаних хвостів, що є дуже показовим, коли дельфіни попадаються в браконьєрські сітки і браконьєри їх викидають. У зв'язку з військовими діями, масштаби загибелі зараз маловідомі, тому що неможливо обстежити ділянки узбережжя моря. А викинутого морем дельфіна швидко з'їдають хижаки, мартини і рештки тварини знову забирає море, або засипає піском… Росіяни перекрили судноплавство в Чорному морі та замінували частину його акваторії. Вони постійно стріляють потужними снарядами з надводних і підводних човнів. Варвари також використовують військові гідролокатори і це негативно впливає на тварин, або дельфіни потрапляють у зону опромінення навігаційних приладів судна росіян, а це виводить з ладу орган слуху дельфінів… Таким чином, дії військово-морського флоту варварів з застосуванням гідролокаторів, зараз, в військовий період, впливають на дельфінів і приводять їх до стресової ситуації або до загибелі», — повідомив вчений.
4 липня 2022 року, на морському узбережжі Національного природного парку «Тузловські лимани» було знайдено чотири тіла китоподібних, а саме трьох дельфінів азовка та одного дельфіна білобокого чорноморського. Як повідомив доктор біологічних наук, заступник директора нацпарку Іван Русєв це стало можливим в результаті «використання гідролокаторів, що створюють потужні звуки, які негативно впливають на здоров'я тварин: дельфіни потрапляють у зону опромінення навігаційних приладів суден, що виводить з ладу їх органи навігації та ехолокації». Крім того, дельфіни страждають від потужних вибухів під час бомбардування.
7 вересня 2022 року, згідно повідомлення Одеської обласної прокуратури, Спеціалізована екологічна прокуратура розпочала здійснення процесуального керівництва у кримінальному провадженні за фактом масового знищення об'єктів тваринного світу (дельфінів видів азовка, афаліна та інших) внаслідок збройної агресії РФ проти України (ст. 441 КК України — екоцид). Як повідомляється, у здійсненні досудового розслідування сприяють представники Інституту зоології ім. І. І. Шмальгаузена, Науково-дослідної установи «Український науковий центр екології моря», НПП «Тузловські лимани» та ветеринарні лікарі.